# Championnats du monde d'escrime 2005
Navigation
Édition précédente Édition suivante
Les championnats du monde d'escrime 2005 se sont déroulés du 9 au 15 octobre à Leipzig en Allemagne.

## Médaillés
| Épreuves           | Or                                                                                    | Argent                                                                                 | Bronze                                                                          |
| ------------------ | ------------------------------------------------------------------------------------- | -------------------------------------------------------------------------------------- | ------------------------------------------------------------------------------- |
| Épée               |                                                                                       |                                                                                        |                                                                                 |
| Hommes individuel  | Pavel Kolobkov                                                                        | Fabrice Jeannet                                                                        | Bas Verwijlen Claus Mørch                                                       |
| Hommes par équipes | France- Fabrice Jeannet - Jérôme Jeannet - Erik Boisse - Ulrich Robeiri               | Allemagne- Jörg Fiedler - Sven Schmid - Martin Schmitt - Daniel Strigel                | Ukraine- Dmytro Chumak - Dmytro Karyuchenko - Maksym Khvorost - Vitaly Osharov  |
| Femmes individuel  | Danuta Dmowska                                                                        | Maarika Võsu                                                                           | Laura Flessel Sherraine Mackay                                                  |
| Femmes par équipes | France- Laura Flessel - Hajnalka Kiraly - Sarah Daninthe - Maureen Nisima             | Hongrie- Hajnalka Tóth - Adrienn Hormay - Julia Revesz - Emese Szász                   | Allemagne- Imke Duplitzer - Britta Heidemann - Monika Sozanska - Claudia Bokel  |
| Fleuret            |                                                                                       |                                                                                        |                                                                                 |
| Hommes individuel  | Salvatore Sanzo                                                                       | Zhang Liangliang                                                                       | Andrei Deev Nicolas Beaudan                                                     |
| Hommes par équipes | France- Erwann Le Péchoux - Brice Guyart - Victor Sintès - Nicolas Beaudan            | Italie- Andrea Baldini - Andrea Cassarà - Salvatore Sanzo - Simone Vanni               | Allemagne- Dominik Behr - Ralf Bissdorf - Peter Joppich - Benjamin Kleibrink    |
| Femmes individuel  | Valentina Vezzali                                                                     | Anja Müller                                                                            | Adeline Wuillème Edina Knapek                                                   |
| Femmes par équipes | Corée du Sud- Jung Kil-ok - Seo Mi-jung - Nam Hyun-hee - Hye Sun-lee                  | Roumanie- Andreea Andrei - Cristina Ghiță - Roxana Scarlat - Cristina Stahl            | France- Adeline Wuillème - Céline Seigneur - Astrid Guyart - Corinne Maitrejean |
| Sabre              |                                                                                       |                                                                                        |                                                                                 |
| Hommes individuel  | Mihai Covaliu                                                                         | Stanislav Pozdniakov                                                                   | Oleh Shturbabin Aleksey Yakimenko                                               |
| Hommes par équipes | Russie- Aleksey Dyachenko - Aleksey Frosin - Stanislav Pozdniakov - Aleksey Yakimenko | Italie- Andrea Aquili - Aldo Montano - Giampiero Pastore - Luigi Tarantino             | France- Julien Pillet - Vincent Anstett - Nicolas Lopez - Boris Sanson          |
| Femmes individuel  | Anne-Lise Touya                                                                       | Sofia Velikaïa                                                                         | Alessandra Lucchino Ilaria Bianco                                               |
| Femmes par équipes | États-Unis- Sada Jacobson - Caitlin Thompson - Rebecca Ward - Mariel Zagunis          | Russie- Ekaterina Fedorkina - Svetlana Kormilitsyna - Elena Netchaeva - Sofia Velikaïa | Hongrie- Edina Csaba - Orsolya Nagy - Gabriella Sznopek - Dora Varga            |

## Tableau des médailles
| Rang | Nation       | Or | Argent | Bronze | Total |
| ---- | ------------ | -- | ------ | ------ | ----- |
| 1    | France       | 4  | 1      | 5      | 10    |
| 2    | Russie       | 2  | 3      | 2      | 7     |
| 3    | Italie       | 2  | 2      | 2      | 6     |
| 4    | Roumanie     | 1  | 1      | 0      | 2     |
| 5    | Corée du Sud | 1  | 0      | 0      | 1     |
| .    | États-Unis   | 1  | 0      | 0      | 1     |
| .    | Pologne      | 1  | 0      | 0      | 1     |
| 8    | Allemagne    | 0  | 2      | 2      | 4     |
| .    | Hongrie      | 0  | 1      | 2      | 3     |
| 10   | Chine        | 0  | 1      | 0      | 1     |
| .    | Estonie      | 0  | 1      | 0      | 1     |
| 12   | Ukraine      | 0  | 0      | 2      | 2     |
| 13   | Canada       | 0  | 0      | 1      | 1     |
| .    | Norvège      | 0  | 0      | 1      | 1     |
| .    | Pays-Bas     | 0  | 0      | 1      | 1     |